# La Ferme de cousine Judith
La Ferme de cousine Judith (titre original : Cold Comfort Farm)) est un roman comique de science-fiction féministe de l'autrice britannique Stella Gibbons, publié en 1932. Il parodie les récits romantiques, parfois chargés de malheur, de la vie rurale populaires de l'époque, écrits par des écrivains tels que Mary Webb. Le roman a également été traduit sous le titre La Ferme de froid accueil.

## Résumé
Après la mort de ses parents, l'héroïne du livre, Flora Poste, découvre qu'elle possède « tous les arts et toutes les grâces sauf celui de gagner sa vie ». Face à la perspective de devoir gagner sa vie, elle décide de profiter du fait qu'« aucune limite n'est fixée, ni par la société ni par sa propre conscience, à ce que l'on peut imposer à ses proches », et entreprend de rendre visite à des parents éloignés habitant à Cold Comfort Farm, une ferme isolée dans le village fictif de Howling dans le Sussex. Les habitants de la ferme - tante Ada Doom, les Starkadders, ainsi que leur famille élargie et leurs ouvriers - se sentent obligés de l'accueillir pour expier un tort non spécifié autrefois fait à son père.
Selon un schéma habituel dans la littérature romantique du XIXe siècle et du début du XXe siècle, chacun des habitants de la ferme a un problème émotionnel de longue date causé par l'ignorance, la haine ou la peur, et la ferme est mal gérée. Flora, se considérant comme une femme citadine d'un esprit supérieur et raffiné, décide qu'elle doit appliquer le bon sens moderne pour résoudre leurs problèmes et les aider à s'adapter au 20e siècle - en leur inculquant les valeurs métropolitaines.

## Inspiration
À l'époque où elle travaillait pour The Lady, Gibbons s'est forgé une réputation de critique littéraire caustique, particulièrement critique à l'égard des romans pastoraux à la mode à l'époque, intitulés « loam and lovechild »,. Des romancières telles que Mary Webb et Sheila Kaye-Smith (en) avaient atteint une popularité considérable grâce à leurs descriptions romantiques de la vie à la campagne ; Webb était une favorite du Premier ministre britannique Stanley Baldwin. Gibbons s'est familiarisée avec le genre lorsqu'elle a fourni des résumés de The Golden Arrow de Webb pour la publication en série de 1928 de l'Evening Standard. Elle a trouvé l'écriture exagérée et l'intrigue ridicule, et a décidé que son propre premier roman serait une parodie comique du genre. En février 1932, elle a terminé le manuscrit et l'a remis à ses éditeurs, Longmans.
Le roman est une parodie dépeignant un mode rural en proie à de fortes passions sur un fond dramatique. Selon Faye Hammill dans Cold Comfort Farm, DH Lawrence, and English Literary Culture Between the Wars, les œuvres de Sheila Kaye-Smith et Mary Webb en sont la principale influence : elle considère que la ferme est calquée sur Dormer House dans le roman de Mary Webb The House in Dormer Forest (en) et le personnage de tante Ada Doom est une parodie de Mrs. Velindre dans le même livre. L'origine du personnage de Reuben, obsédé par la ferme, se trouve dans Sussex Gorse de Kaye-Smith, et les Quivering Brethren sur les Colgate Brethren dans Susan Spray de Kaye-Smith. D'autres voient le mysticisme rural de John Cowper Powys comme une cible supplémentaire, et plus précisément son raman Wessex Wolf Solent (1929) qui déclare : « Il se sentait comme s'il jouissait à cette heure d'un sentiment de vie primitif identique à celui ressenti par des ormes têtards ».
Le discours des personnages du Sussex utilisé par Gibbons est une parodie de dialectes ruraux (en particulier les accents du Sussex et du West Country - constituant une autre parodie de la pratique des romanciers qui utilisent la phonétique pour représenter divers accents et dialectes) et est parsemé de vocabulaire local fictif mais à tonalité authentique tel que mollocking (l'activité préférée de Seth, indéfinie mais entraînant invariablement la grossesse d'une domestique), sukebind (une mauvaise herbe dont la floraison au printemps symbolise l'accélération des pulsions sexuelles chez l'homme et la bête ; le mot est vraisemblablement formé par analogie avec woodbine (en anglais chèvrefeuille se dit honeysuckle et liseron bindweed ) et le clettering (une méthode peu pratique utilisée par Adam pour laver la vaisselle, qui consiste à gratter les ustensiles avec une brindille sèche ou un bâtonnet à cletter).
Son portrait de Meyerburg, Mr Mybug, un protagoniste libidineux du roman, peut avoir été destiné à parodier les intellectuels de Hampstead (en particulier les freudiens et les admirateurs de D. H. Lawrence), mais a également été considéré comme antisémite dans sa description de sa physionomie et du jeu de noms utilisé,,.

## Séquelles, réponses et influence
Sheila Kaye-Smith (en), est une des écrivaines pastorales parodiées par Gibbons dans La Ferme de cousine Judith. Elle a elle-même rétorqué avec une référence ironique à La Ferme de cousine Judith dans son roman A Valiant Woman (1939), situé dans un village en pleine modernisation,. Une adolescente de la classe moyenne supérieure Lucia, se décide à passer de l'écriture de poèmes pastoraux romantiques à un grand roman prolétarien urbain : « ...tout sur les gens qui ne sont pas mariés qui vont se coucher dans un bidonville de Manchester et parlent de l'examen des ressources ». Sa grand-mère  est consternée : elle préfère les romans pastoraux, sait bien que Lucia ignore tout de la vie prolétarienne et s'exclame  :

« Quelle sotte enfant  ! Pensait-elle vraiment qu'elle pouvait écrire un roman ? Bien sûr, les romans modernes pourraient l'encourager à le penser. De nos jours, rien n'est écrit qui vaille la peine d'être lu. Le livre qu'elle avait sur les genoux s'appelait La Ferme de cousine Judith et avait été écrit par une jeune femme que l'on disait très intelligente et qui avait remporté un important prix littéraire. Mais elle n'arrivait pas du tout à le lire. C'était une histoire sur la vie dans une ferme, mais la jeune fille ne connaîssait manifestement rien à la vie à la campagne. Pour quelqu'un qui, comme elle, avait toujours vécu à la campagne, tout cela était trop ridicule et impossible à décrire. " »

Elizabeth Janeway a répondu au pastoralisme luxuriant des mémoires de Laurie Lee dans Cider with Rosie (en) en suggérant qu'une contre-attaque astringente pourrait être trouvée en « recherchant une vieille copie de La Ferme de cousine Judith de Stella Gibbons ».

## Futurisme
Bien que le livre ait été publié en 1932, le cadre est un futur proche non précisé, peu après les « guerres anglo-nicaraguayennes de 1946 ». Il fait référence aux futurs changements sociaux et démographiques, comme l'évolution des quartiers de Londres : Mayfair est devenu un bidonville et Lambeth est à la mode.
Le livre contient des développements technologiques qui, selon Gibbons, auraient pu être inventés à ce moment-là, tels que les téléphones TV et les taxis aériens, de sorte que le roman a été assimilé à de la science-fiction.

## Préquelle et suite
- Christmas at Cold Comfort Farm est une nouvelle et un recueil de nouvelles publié en 1940. C'est une sorte de préquelle, qui se déroule avant l'arrivée de Flora à la ferme, et est une parodie d'un Noël familial typique[17].
- Conference at Cold Comfort Farm, a été publiée en 1949 avec des critiques mitigées[18].

## Adaptations
La Ferme de cousine Judith a été adapté plusieurs fois, dont deux fois par la télévision de la BBC.
- En 1968, une série télévisée a été réalisée, dramatisée par David Turner en trois épisodes de 45 minutes. Il mettait en vedette Alastair Sim dans Amos, Fay Compton dans tante Ada, Sarah Badel dans Flora Poste, Rosalie Crutchley dans Judith, Brian Blessed dans Reuben et Peter Egan dans Seth[19]. Joan Bakewell était la narratrice.

- En 1981, la BBC a produit une adaptation radiophonique en quatre parties par Elizabeth Proud, qui joue également en tant que narratrice. Patricia Gallimore joue Flora et Miriam Margolyes joue Mrs. Scarabée[20],[21].

- En 1995, un téléfilm est produit qui est bien accueilli par la critique. Janet Maslin dans le New York Times écrit que cette version à l'écran « fait parfaitement les choses »[22]. Le film mettait en vedette Kate Beckinsale, Joanna Lumley, Rufus Sewell , Ian McKellen, Eileen Atkins, Stephen Fry et Angela Thorne. Freddie Jones, qui avait joué à la fois Urk et le Dr Mudel dans la version de 1968, est apparu en tant que Adam Lambsbreath, tandis que Miriam Margolyes a de nouveau joué Mrs. Scarabée. La version de 1995 a été produite par BBC Films et Thames International, et a été réalisée par John Schlesinger, d'après un scénario du romancier Malcolm Bradbury. Il a été filmé à Brightling, East Sussex. En 1996 et 1997, cette version a également fait une brève tournée théâtrale en Amérique du Nord, en Australie[23] et dans certains pays européens[24]. Schlesinger aurait utilisé ses propres fonds pour agrandir la version 16 mm BBC du film en 35 mm[25].

## Autres utilisations du titre
Le livre a incité l'héritière de la famille Mellon family (en), Cordelia Scaife May (en), à nommer sa maison Cold Comfort et à nommer sa fondation philanthropique Colcom Foundation.

## Réception critique
Stella Gibbons a reçu le prix Femina anglais pour ce roman en 1934. 
BBC News a inclus La Ferme de cousine Judith dans sa liste des 100 romans les plus influents,. 